# Otto Felix Friedrich von Kameke
Otto Felix Friedrich von Kameke (* 3. August 1709 in Lestin; † 8. Dezember 1775 in Misdow oder Pritzig) war Landrat des Kreises Schlawe in Hinterpommern.
Er stammte aus der uradligen pommerschen Familie von Kameke. Sein Vater Heinrich Casimir von Kameke (* 1690; † 1735) war Hauptmann in dänischen Diensten. Seine Mutter Agnese war eine geborene von Podewils.
Otto Felix Friedrich von Kameke studierte ab 1726 an der Universität Frankfurt (Oder). Von etwa 1730 bis 1740 war er Hofgerichtsrat am Hofgericht Köslin.
Als Nachfolger von Michael Ernst von Boehn wurde Kameke 1763 Landrat des Kreises Schlawe. Das Amt übte er bis zu seinem Tode 1775 aus; sein Nachfolger im Amt wurde Gabriel Otto von Schmeling.
Im Jahre 1736 kaufte Kameke das Gut Misdow, wo er auch als Landrat seinen Amtssitz hatte. Ebenfalls im Jahre 1736 erwarb er nacheinander die drei Anteile an Pritzig und wurde 1743 mit Pritzig belehnt. Doch verkaufte er Pritzig zusammen mit Klein Reetz 1766 an seinen Bruder, den Hauptmann Georg Albrecht von Kameke.
Otto Felix Friedrich von Kameke war dreimal verheiratet: In erster Ehe mit einer geborenen von Lettow, in zweiter Ehe mit einer geborenen von Oldenburg, Tochter des Generals Georg Friedrich von Oldenburg, und in dritter Ehe mit einer geborenen von Massow. Er hinterließ fünf Söhne, die Offiziere in der preußischen Armee waren, darunter Christian Henning von Kameke, der bis zum Generalmajor aufstieg. Henriette Elisabeth Dorothea (* 1745; † 1782), Tochter aus zweiter Ehe, war mit dem preußischen Generalleutnant Karl Philipp von Unruh verheiratet.